# Bottrop Hauptbahnhof
Bottrop Hauptbahnhof ist der einzig verbliebene Personenbahnhof der Stadt Bottrop. Die älteren Bahnhöfe Bottrop Nord und Bottrop Süd sind seit 1960 beziehungsweise 1974 für den Personenverkehr geschlossen. Darüber hinaus existieren drei Haltepunkte in Bottrop-Boy, Bottrop-Vonderort und Feldhausen.

## Lage und Aufbau
Der Bahnhof befindet sich im Süden der Stadt Bottrop. Die Betriebsstelle liegt an den Strecken 2242 Gerschede – Bottrop Hbf, 2246 Oberhausen-Osterfeld – Bottrop Hbf – Hugo (Abzw), 2248 Essen-Dellwig Ost – Bottrop Hbf und 2250 Oberhausen-Osterfeld – Hamm (Westf) Hbf. Die Einfahrsignale stehen von Westen kommend unweit der Stadtgrenze zu Oberhausen beziehungsweise Essen, von Süden (Gerschede) in Höhe der Bahnhofstraße und aus Richtung Osten zwischen den Halden Prosperstraße und Beckstraße. Der Bahnhof ist in die Bahnhofsteile Bottrop Hbf Pbf (Personenbahnhof), Bottrop Hbf Gbf (Güterbahnhof) und Bottrop Hbf Not (Standort ehemaliges Stellwerk Not) unterteilt.
Der Personenbahnhof verfügt über drei Bahnsteiggleise an zwei Bahnsteigen. Gleis 1 wird planmäßig von den Zügen der S-Bahn Rhein-Ruhr befahren, der Bahnsteig ist durchgehend 96 Zentimeter hoch. An den Gleise 2 und 3 halten planmäßig die Regionalzüge nach Essen Hbf oder Oberhausen Hbf sowie Borken über Dorsten; die Bahnsteigkanten sind daher teilweise auf 76 Zentimeter abgesenkt.
Es gibt hier einen Fahrradverleih, jedoch kein Reisezentrum.

## Geschichte

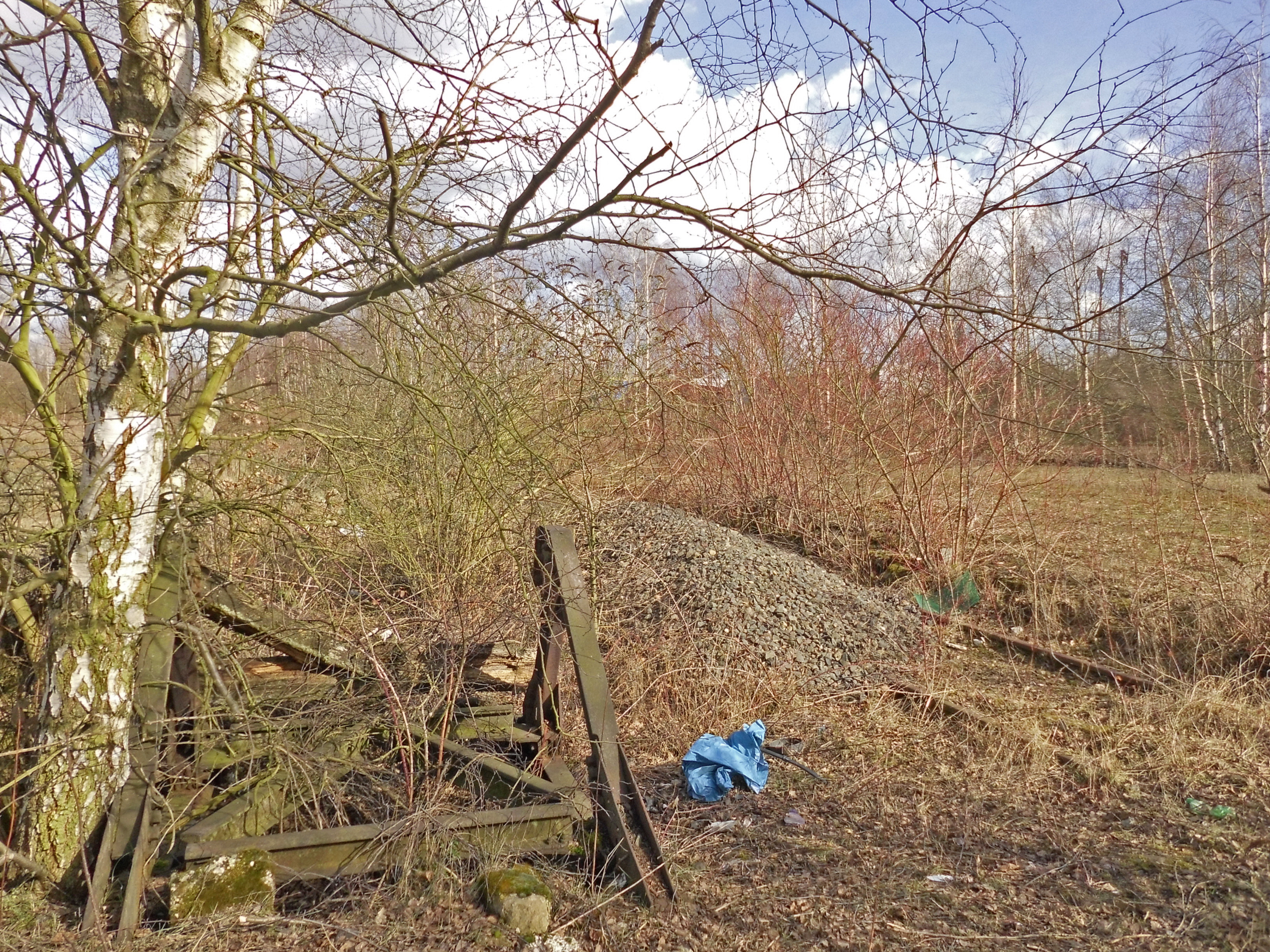
Ehemalige Ladegleise in Höhe des alten Bahnhofs, 2015

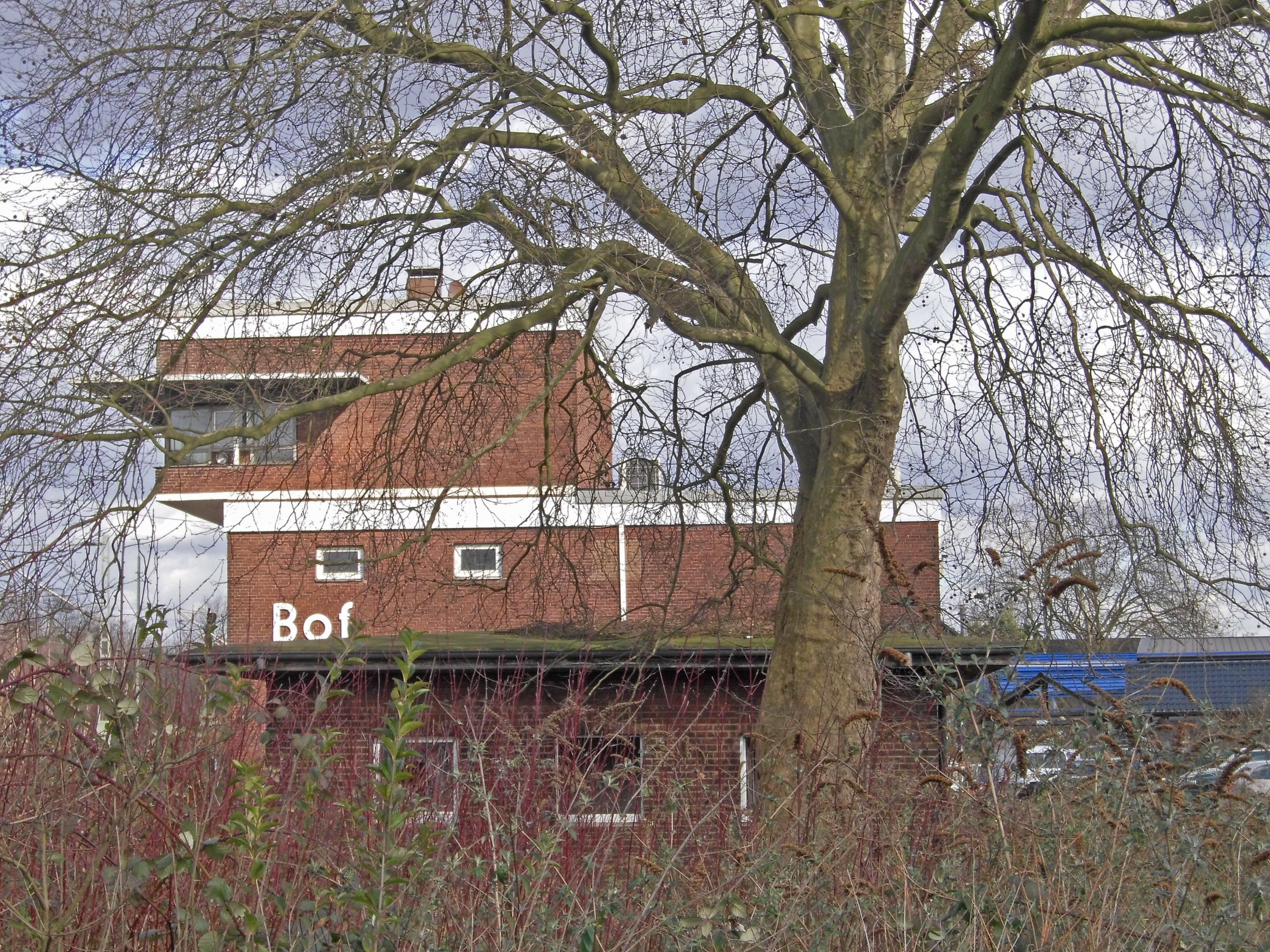
Stellwerk Bof, 2015

Bereits am 12. November 1879 hatte die Königlich-Westfälische Eisenbahn-Gesellschaft das Teilstück Horst – Osterfeld WfE ihrer Emschertalbahn in Betrieb genommen, ohne allerdings auf Bottroper Stadtgebiet einen Bahnhof zu errichten. Schon ein Jahr später wurde die Gesellschaft verstaatlicht, die Strecke teilweise zurückgebaut.
Am 1. Mai 1905 eröffnete die Preußischen Staatseisenbahnen die Hamm-Osterfelder Bahn, die ab Osterfeld Süd (heute: Oberhausen-Osterfeld) parallel zur westfälischen Strecke verläuft und etwa vier Kilometer östlich des heutigen Hauptbahnhofs nach Norden schwenkt. Mit der Strecke wurde gleichzeitig knapp einen halben Kilometer östlich des heutigen Hauptbahnhofs der damals Bottrop (Westf) genannte Bahnhof eröffnet. Dieser war als Inselbahnhof zwischen den beiden Bahnstrecken konzipiert, das Empfangsgebäude lag östlich der Bahnhofsstraße und wurde von der Hamm-Osterfelder Bahn im Norden und der Westfälischen Emschertalbahn im Süden eingeschlossen. Das Gebäude war ein Fachwerkbau mit schiefergedecktem Walmdach. Aufgrund seines charakteristischen Äußeren erhielt es den Spitznamen „Knusperhäuschen“.
Der Bahnhof Bottrop CME der ehemaligen Cöln-Mindener Eisenbahn-Gesellschaft an der Strecke Ruhrort – Dortmund war zu diesem Zeitpunkt umbenannt worden in Bottrop Süd, der Bahnhof Bottrop RhE der ehemaligen Rheinischen Eisenbahn-Gesellschaft an der Strecke Duisburg – Dorsten – Coesfeld – Rheine – Quakenbrück in Bottrop Nord.

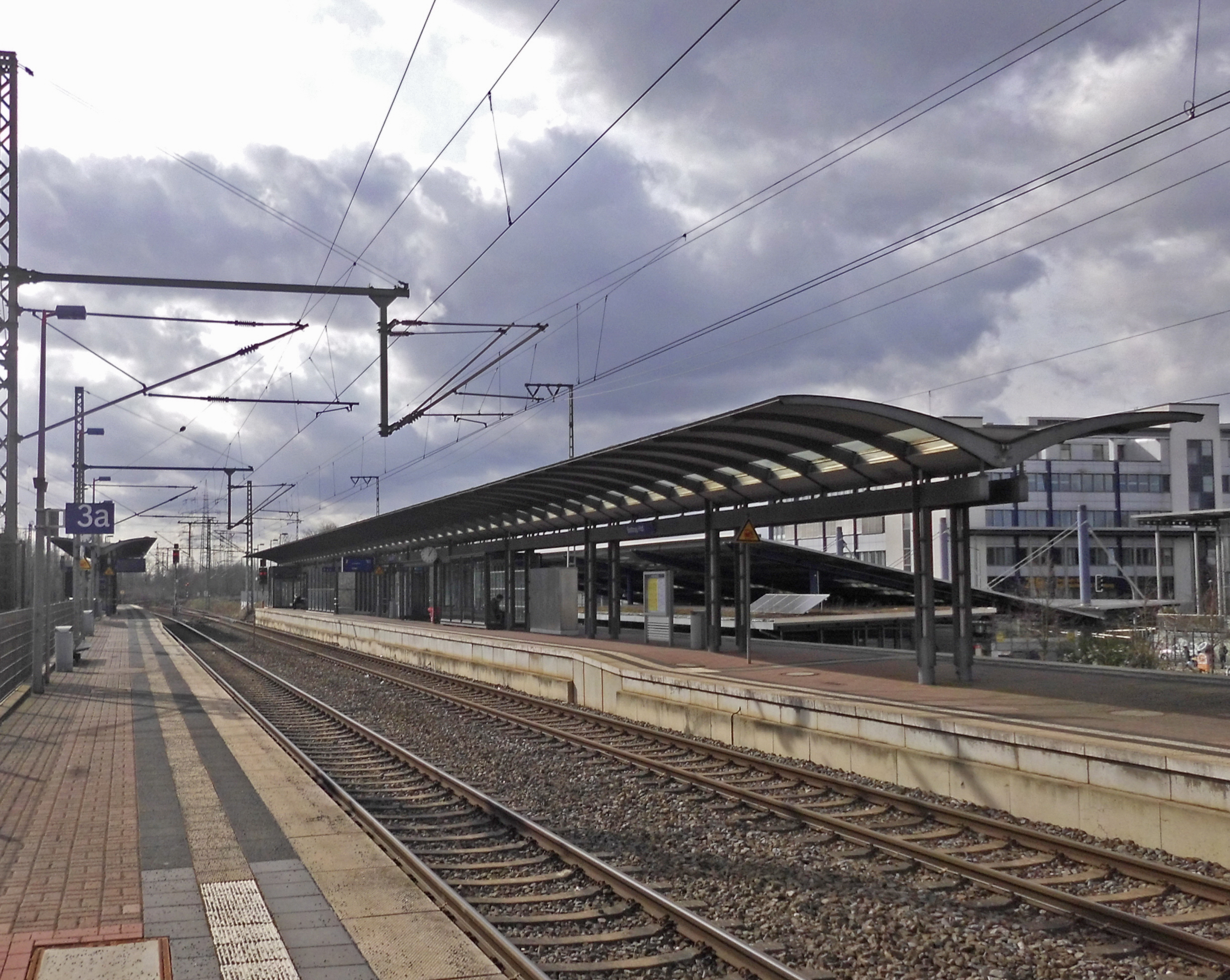
Bahnsteige in Bottrop Hbf Pbf, 2015

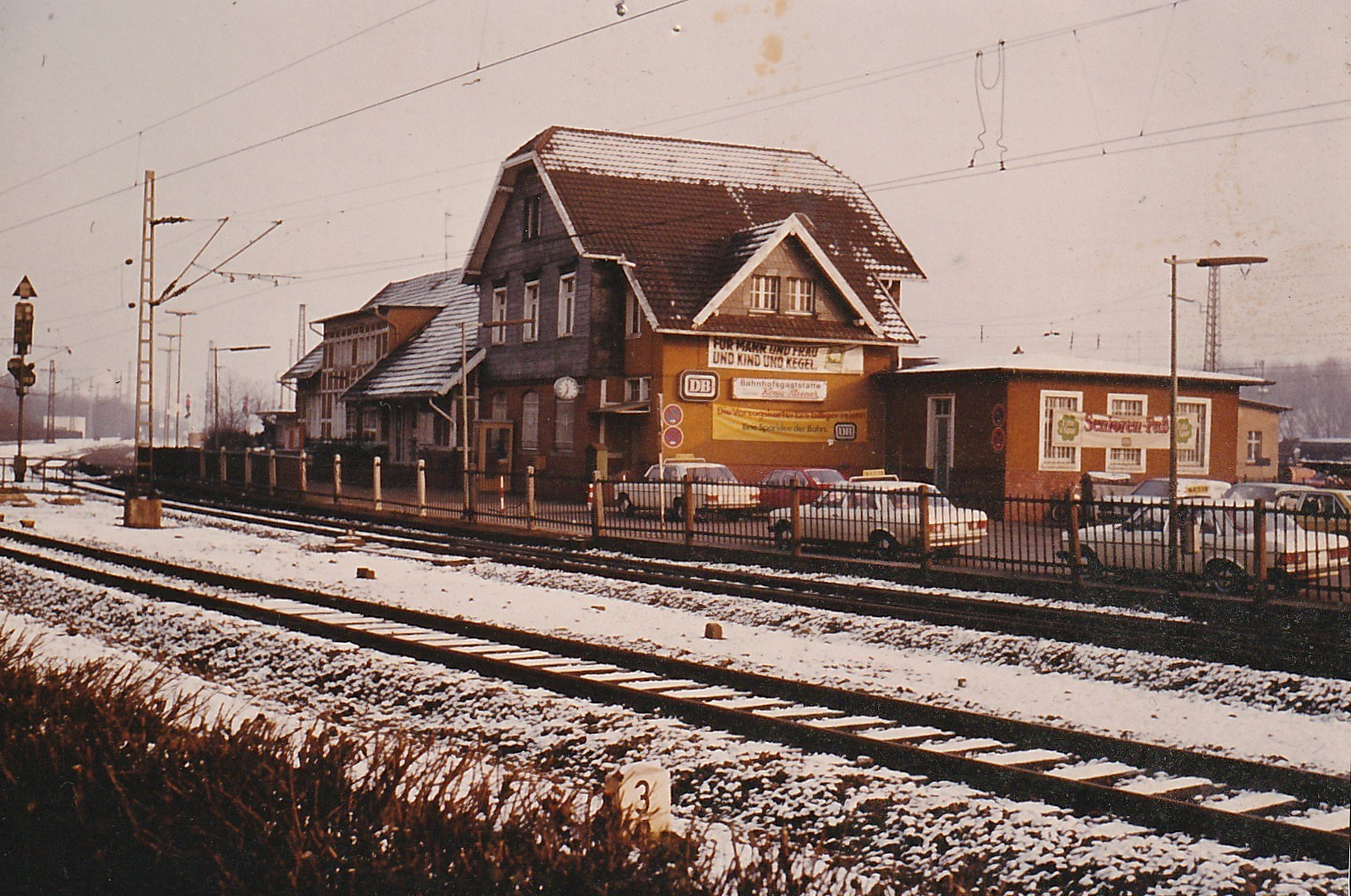
Altes Bahnhofsgebäude ca. 1975

Der Bahnhof wurde 1913 über eine Verbindungskurve mit dem Rangierbahnhof Frintrop verbunden. Am 1. Juli 1922 ging die Verbindungsstrecke zur Strecke Osterfeld Nord – Mülheim-Heißen / Essen West in Betrieb. Seit Juni 1933 trägt die Betriebsstelle den Namen Bottrop Hbf. Die „westfälische Strecke“ ab Bottrop war nach dem Zweiten Weltkrieg nicht wieder in Betrieb genommen und zum Teil abgebaut worden.
Am 13. Juli 1975 nahm die Bundesbahndirektion Essen das Zentralstellwerk Bof in Betrieb. Das Relaisstellwerk der Bauart SpDrL60 von Standard Elektrik Lorenz ersetzte die vier mechanischen Stellwerke Bpt, Not, Ot und Wt aus der Eröffnungszeit.
Im Frühjahr 1978 ließ die Bundesbahndirektion Essen die Schalterhalle des Bahnhofs renovieren. Eine Renovierung des gesamten Bahnhofsgebäudes blieb hingegen aus. Anfang der 1990er Jahre fiel der Beschluss, das Gebäude abzureißen und den Personenbahnhof um etwa 500 Meter nach Westen zu verlegen. Der Abriss begann im Februar 1995, heute verlaufen an dieser Stelle die Gleise der Hamm-Osterfelder Bahn. Der neue Bahnhof mit drei Bahnsteigen ging 1999 in Betrieb.
Ein erwogener S-Bahnhof Bottrop Mitte unter dem innenstadtnahen ZOB wurde nicht verwirklicht.
Seit September 2012 wird das Stellwerk Bof vom Elektronischen Stellwerk Of in Oberhausen-Osterfeld ferngesteuert.

## Verkehrsanbindung

### Regional- und S-Bahnverkehr
Vom Bottrop Hbf besteht ein nahezu 15-Minuten-Takt nach Essen-Borbeck und Essen Hbf und in anderer Fahrtrichtung nach Gladbeck West durch die Linien RE 14 und S 9. 
Die Fahrziele Richtung Wuppertal (S 9) und Dorsten (RE 14) werden alle 30 Minuten bedient.
Im Stundentakt gibt es Direktverbindungen nach Recklinghausen Hbf (S 9), Haltern am See (S 9), Hagen Hbf
(S 9), Borken (RE 14) / Coesfeld (RE 14) und Moers (RE 44).
Der Bahnhof wird von folgenden Nahverkehrslinien im Verkehrsverbund Rhein-Ruhr angefahren:
| Linie | Verlauf | Takt                                                                       | Betreiber     |
| ----- | --- | -------------------------------------------------------------------------- | ------------- |
| RE 14 | Emscher-Münsterland-Express: Zugteil 1: Borken (Westf) – Marbeck-Heiden – Rhade – Deuten – Hervest-Dorsten – Dorsten Zugteil 2: Coesfeld (Westf) – Reken-Maria Veen – Reken – Reken-Klein Reken – Lembeck – Wulfen (Westf) – Hervest-Dorsten – Dorsten Flügelung bzw. Wiedervereinigung: Dorsten – Feldhausen – Gladbeck-Zweckel – Gladbeck West – Bottrop Hbf – Essen-Borbeck – Essen West (nur Züge bis/ab Dorsten) – Essen Hbf Stand: Fahrplanwechsel Dezember 2023 | 60 min 30 min (Dorsten–Essen werktags)                                     | RheinRuhrBahn |
| RE 44 | Fossa-Emscher-Express: (Moers – Rheinhausen –) (nur wochentags) Duisburg Hbf – Oberhausen Hbf – Oberhausen-Osterfeld Süd – Bottrop-Vonderort – Bottrop Hbf verkehrt bis auf Weiteres nicht, zwischen Bottrop und Oberhausen Ersatzverkehr mit Bussen Stand: Fahrplanwechsel Dezember 2024 | 60 min                                                                     | RheinRuhrBahn |
| S 9   | Linienweg 1: Haltern am See – Marl-Hamm – Marl Mitte – GE-Hassel – GE-Buer Nord – Linienweg 2: Recklinghausen Hbf – Herten (Westf) – Hauptlinienweg: Gladbeck West – Bottrop-Boy – Bottrop Hbf – E-Dellwig Ost – E-Gerschede – E-Borbeck – E-Borbeck Süd – Essen West – Essen Hbf – E-Steele – E-Überruhr – E-Holthausen – E-Kupferdreh – Velbert-Nierenhof – Velbert-Langenberg – Velbert-Neviges – Velbert-Rosenhügel – Wülfrath-Aprath – W-Vohwinkel – W-Sonnborn – W-Zoologischer Garten – W-Steinbeck – Wuppertal Hbf – W-Unterbarmen – W-Barmen – W-Oberbarmen – W-Langerfeld – Schwelm West – Schwelm – Gevelsberg West – Gevelsberg-Kipp – Gevelsberg Hbf – Gevelsberg-Knapp – HA-Westerbauer – HA-Heubing – HA-Wehringhausen – Hagen Hbf Stand: Fahrplanwechsel Dezember 2023 | 60 min (je Linienast) 30 min (Gladbeck–Wuppertal) 60 min (Wuppertal–Hagen) | DB Regio      |

Die Linien RE 44 wurde mit Fahrplanwechsel zum 15. Dezember 2024 auf Omnibusbetrieb umgestellt, der Fahrplan im Internet aber bislang nicht entsprechend aktualisiert.

### Busverkehr
Der Bottroper Hauptbahnhof befindet sich wie der gesamte Kreis Recklinghausen im Fahrplanbereich 2 des Verkehrsverbundes Rhein-Ruhr und wird von Omnibussen durch die Vestischen Straßenbahnen, die Ruhrbahn und den Busverkehr Rheinland (BVR) am nördlichen Bahnhofsausgang angefahren. Alle Buslinien bedienen den Zentralen Omnibusbahnhof am Berliner Platz in der Innenstadt.
Werktags verkehren alle Linien (bis auf die Linien 294 und SB29) ab 4:30 Uhr im 20-Minuten-Takt, während am Wochenende der Hauptbahnhof alle 30 Minuten angefahren wird (ausgenommen die SB-Linien und die Taxibus-Linie 294). Um eine bessere Anbindung zur Essener Innenstadt zu bieten, fährt nachts (werktags bis 1:00 Uhr) eine Nachtbus-Linie, die NE16, den Bottroper Hauptbahnhof an. Dieser fährt (werktags bis 2:00 Uhr) von Essen Hauptbahnhof zum Bottroper Hauptbahnhof und zum ZOB Berliner Platz, um den Anschluss an die Bottroper Innenstadt zu gewährleisten.
| Linie | Verlauf | Takt (Mo–Fr)                                                | Betreiber                   |
| ----- | --- | ----------------------------------------------------------- | --------------------------- |
| SB16  | Essen Hbf → Hollestr. – Rathaus Essen – Berliner Platz – Universität Essen – Essen-Bergeborbeck – Bottrop-Ebel – Bottrop Hbf – Bottrop ZOB Berliner Platz – Stadtwald Herzogstr. – Bottrop-Grafenwald – Kirchhellen Schulze-Delitzsch Str. – Bottrop-Kirchhellen, St. Antonius Hospital | 20 min (Essen–Bottrop ZOB) 60 min (Bottrop ZOB–Kirchhellen) | DB Rheinlandbus / Vestische |
| SB29  | Bottrop ZOB Berliner Platz – Bottrop Hbf – Gelsenkirchen Musiktheater – Gelsenkirchen Hbf | 60 min                                                      | DB Rheinlandbus             |
| 186   | Bottrop ZOB Berliner Platz – Bottrop Hbf – Ebel Zeche Prosper – Essen-Dellwig Schilfstr. – Gerscheder Weiden – Borbeck Germaniaplatz – Borbeck Bf – Bedingrade – Schönebeck – Borbeck Süd Bf – Altendorf Schölerpad                                                                     | 20 min                                                      | Ruhrbahn                    |
| 261   | Bottrop-Ebel – Bottrop Hbf – Batenbrock – Bottrop ZOB Berliner Platz – Fuhlenbrock – Stadtwald – Nordfriedhof – Eigen Markt | 20 min                                                      | Vestische                   |
| 262   | Bottrop-Eigen Markt – Ostfriedhof – Boverheide – Batenbrock – Bottrop Hbf – Südring – Bottrop ZOB Berliner Platz | 20 min                                                      | Vestische                   |
| 291   | Bottrop ZOB Berliner Platz – Vonderort – Vonderort Bf – Bottrop Hbf | 20 min                                                      | DB Rheinlandbus             |
| TB294 | Taxibus: (Bottrop ZOB Berliner Platz – Vonderort –) Bottrop Hbf – Welheimer Mark Klopriesstraße – Bottrop-Welheim Bedienung des Abschnitts ZOB – Hbf nur im Spätverkehr; in der Früh-HVZ Mo–Fr zwischen Hbf und Klopriesstr. regulärer Busverkehr                                       | 60 min                                                      | Vestische                   |
| NE16  | Essen Hbf – Am Waldthausenpark – Berliner Platz – Universität Essen – Essen-Bergeborbeck – Gerscheder Weiden – Bottrop-Ebel – Bottrop Hbf – Bottrop ZOB Berliner Platz | 60 min                                                      | Ruhrbahn                    |